# Minburn
Minburn és una població dels Estats Units a l'estat d'Iowa. Segons el cens del 2000 tenia 391 habitants.

## Demografia
Segons el cens del 2000, Minburn tenia 391 habitants, 157 habitatges, i 105 famílies. La densitat de població era de 559,1 habitants/km².
Dels 157 habitatges en un 32,5% hi vivien nens de menys de 18 anys, en un 56,7% hi vivien parelles casades, en un 5,7% dones solteres, i en un 32,5% no eren unitats familiars. En el 31,2% dels habitatges hi vivien persones soles el 12,1% de les quals corresponia a persones de 65 anys o més que vivien soles. El nombre mitjà de persones vivint en cada habitatge era de 2,49 i el nombre mitjà de persones que vivien en cada família era de 3,14.
Per edats la població es repartia de la següent manera: un 30,4% tenia menys de 18 anys, un 3,6% entre 18 i 24, un 32,7% entre 25 i 44, un 22% de 45 a 60 i un 11,3% 65 anys o més.
L'edat mediana era de 36 anys. Per cada 100 dones de 18 o més anys hi havia 95,7 homes.
La renda mediana per habitatge era de 44.917 $ i la renda mediana per família de 49.375 $. Els homes tenien una renda mediana de 32.396 $ mentre que les dones 26.167 $. La renda per capita de la població era de 19.421 $. Entorn de l'1,6% de les famílies i el 4,5% de la població estaven per davall del llindar de pobresa.

## Poblacions més properes
El següent diagrama mostra les poblacions més properes.